# Eero Aarnio

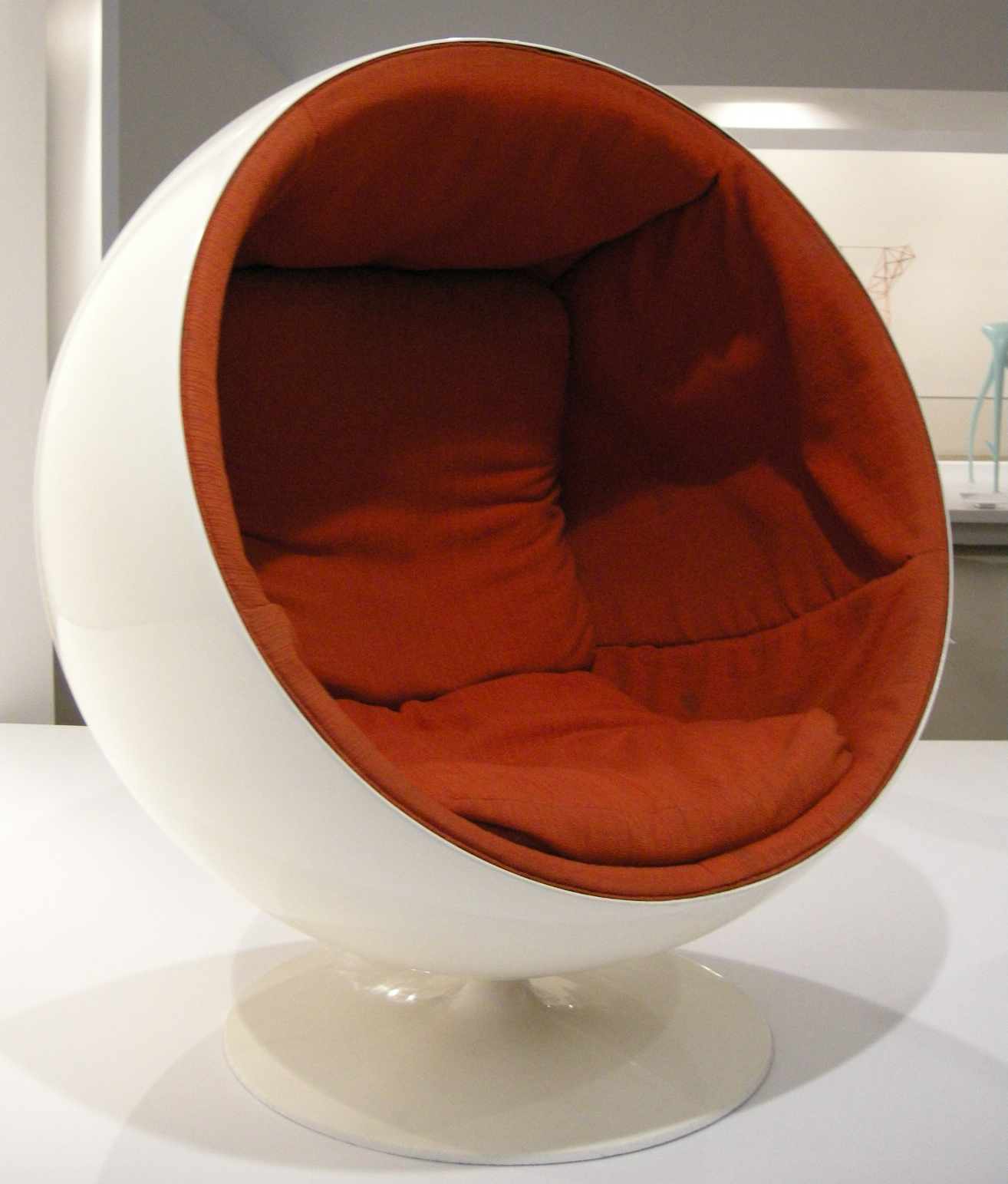
Eero Aarnio, sedia Palla o Globo, per Asko, 1962

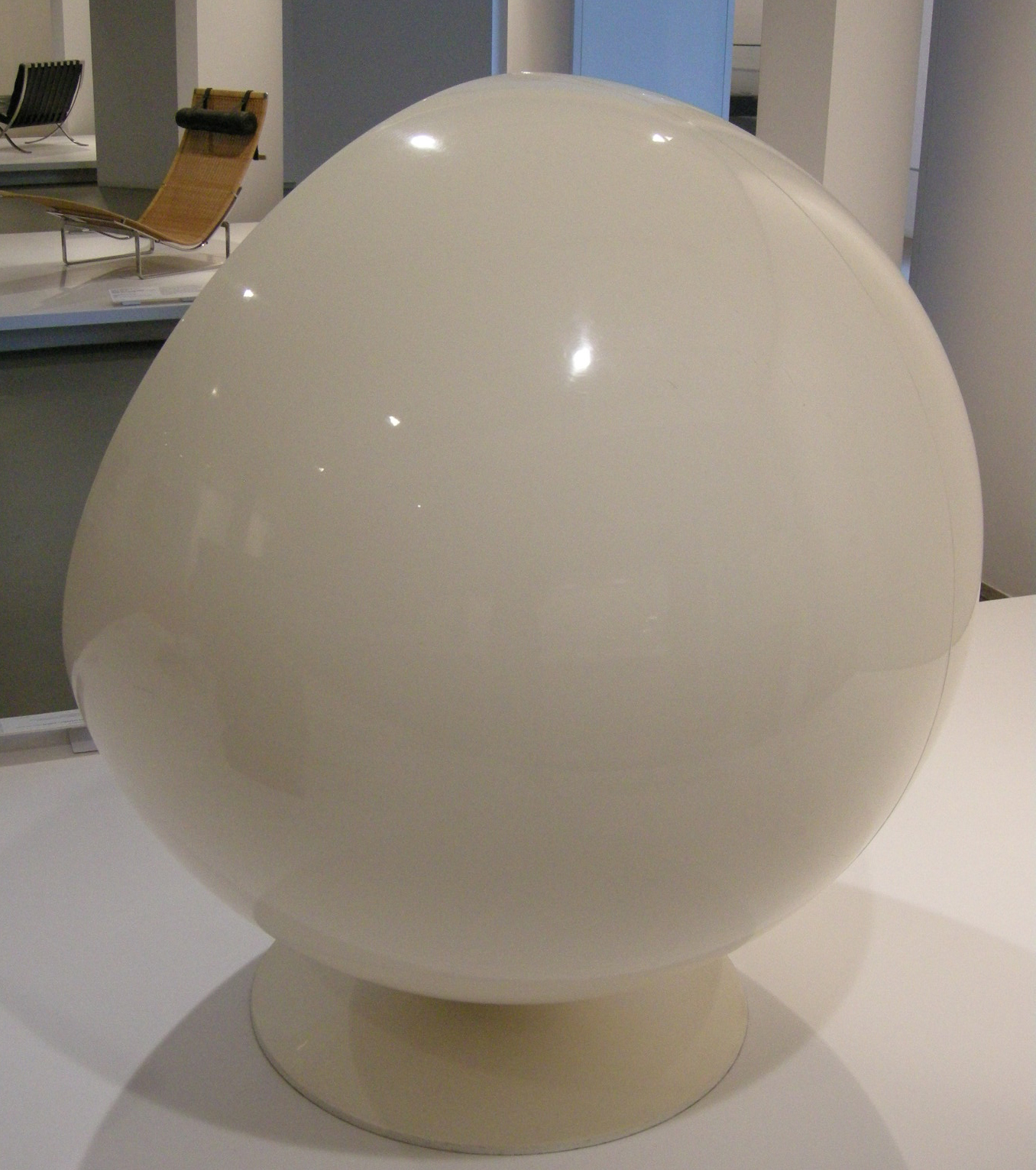
Eero Aarnio, vista posteriore della sedia Palla o Globo, per Asko, 1962

Eero Aarnio (Helsinki, 21 luglio 1932) è un designer finlandese.

## Formazione
Aarnio ha studiato all'Università di Arte e Design di Helsinki tra il 1954 e il 1957.

## Attività
La sua attività ha inizio nel 1962 quando aprì un proprio studio che si occupasse di interior design e disegno industriale.
Aarnio è maggiormente conosciuto come progettista d'interni e product designer, ma ha anche lavorato nei campi della progettazione grafica e della fotografia.

## Contributo e opere

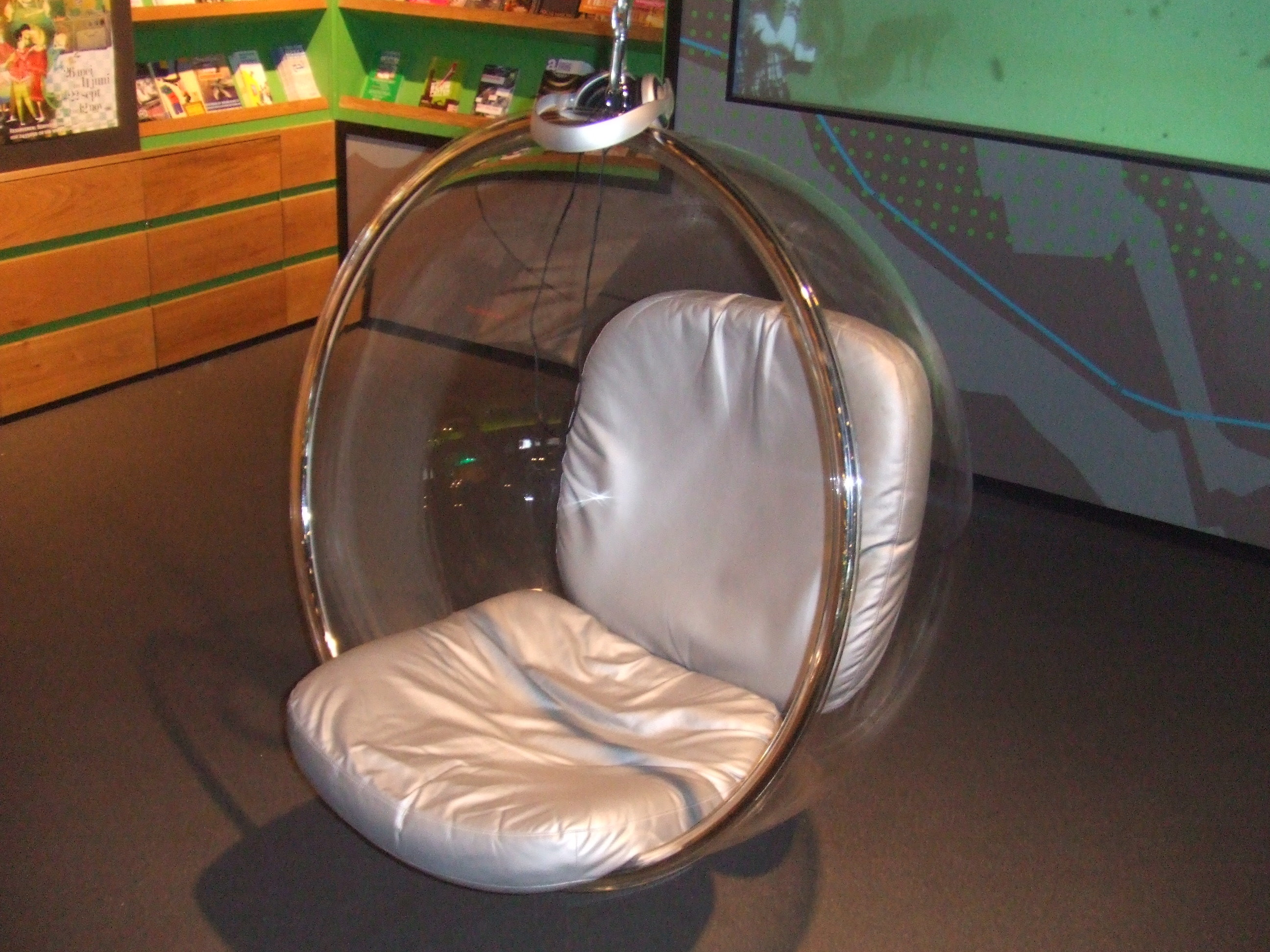
Eero Aarnio, sedia Bolla, per Asko, 1968

Il contributo di Aarnio si realizza nella scelta di sperimentare nuovi materiali come la fibra di vetro, con cui ha progettato le futuriste sedute, definite pop, Globo, Pastilli (vincitrice del premio dell'ADI nel 1968) e Bolla.
La seduta Pony fu invece realizzata con gomma piuma e a somiglianza di un giocattolo per bambini, fantasiosa ma nonostante tutto rispondente alle esigenze ergonomiche.
Negli anni novanta ha sperimentato la produzione in vetroresina di tavoli. I risultati furono Copacabana e Vite, commissionate dall'Adelta.